# 双酚Z
双酚Z（英語：Bisphenol Z，缩写BPZ）是一种双酚类有机化合物，结构简式(HOC6H4)2C(CH2)5，常温常压下为白色固体，难溶于水，可作为制造一些特殊聚碳酸酯塑料的前体。